# 邱吉爾鎮區 (密歇根州)
邱吉爾鎮區（英語：Churchill Township）是位於美國密歇根州奧格莫縣的一個行政鎮區。

## 地方資料
邱吉爾鎮區的面積為93.21平方千米，當中陸地面積為92.02平方千米，而水域面積為1.19平方千米。根據2020年美國人口普查的數據，當地共有人口1543人，而人口密度為每平方千米16.55人。